# Emmanuel Restrepo
Emmanuel Restrepo Zapata (Medellín, 16 de noviembre de 1992) es un director, actor de teatro, cine y televisión colombiano. 

## Biografía
Nació en Medellín, estudio actuación dramático en la Universidad Central de Colombia y se especializó en actuación escénica  en el Teatro Libre de Bogotá, su carrera empezó en interpretar a varios personajes en los teatros.
En 2015 debutó en la televisión en la serie juvenil Yo soy Franky de Nickelodeon, participó en varias producciones nacionales como Enfermeras, Rigo, Romina poderosa. Ha participado en series para la plataforma Netflix como Noticia de un secuestro y La primera vez.

## Filmografía
| Año            | Título                           | Personaje                             | Rol                           |
| -------------- | -------------------------------- | ------------------------------------- | ----------------------------- |
| 2015           | Mujeres al límite                |                                       | Unitario                      |
| 2015-2016      | Yo soy Franky                    | Mariano Puentes                       | Coprotagonista; Telenovela    |
| 2019           | De Levante                       |                                       | Serie Web                     |
| 2019           | Los Pasantes                     | William                               | Elenco Principal; Miniserie   |
| 2021           | Álbum                            | Samuel                                | Elenco Principal; Miniserie   |
| 2021           | Comó sobreviví al 2020           | Luis                                  | Unitario; Serie TV            |
| 2021-2022      | Enfermeras                       | Byron Marchena                        | Elenco recurrente; Telenovela |
| 2022           | Noticia de un secuestro          | Diez                                  | Elenco recurrente; Miniserie  |
| 2023- presente | La primera vez                   | Camilo Granados Larrarte              | Protagonista; Serie TV        |
| 2023           | Romina Poderosa                  | Estiven Triviño                       | Elenco principal; Telenovela  |
| 2023-2024      | Rigo                             | Carmelo del Socorro Rendón Barreneche | Elenco principal; Telenovela  |
| 2024           | La casa de los famosos: Colombia | Carmelo del Socorro Rendón Barreneche | Presentador; Reality Show     |

| Año  | Título           | Personaje | Medio        |
| ---- | ---------------- | --------- | ------------ |
| 2019 | Vacio            |           | Cortometraje |
| 2021 | Silencio         | El        | Cortometraje |
| 2021 | ¿Recuerdas?      | Samuel    | Cortometraje |
| 2022 | Adentr ()        |           | Cortometraje |
| 2022 | Esta vez         | Felipe    | Cortometraje |
| 2024 | Malta (Pelicula) | Gabriel   | Largometraje |